# Sprintvärldsmästerskapen i kanotsport 2003
Sprintvärldsmästerskapen i kanotsport 2003 anordnades den 10-14 september 2003 ute på Lake Lanier i Gainesville i Georgia i USA. 

## Medaljsummering
| Pl.    | Nation      | Guld | Silver | Brons | Totalt |
| ------ | ----------- | ---- | ------ | ----- | ------ |
| 1      | Ungern      | 10   | 1      | 3     | 14     |
| 2      | Tyskland    | 4    | 2      | 5     | 11     |
| 3      | Polen       | 2    | 3      | 5     | 10     |
| 4      | Spanien     | 0    | 5      | 2     | 7      |
| 5      | Rumänien    | 2    | 3      | 1     | 6      |
| 6      | Kanada      | 1    | 3      | 1     | 5      |
| 7      | Ryssland    | 1    | 2      | 2     | 5      |
| 8      | Australien  | 1    | 1      | 2     | 4      |
| 9      | Tjeckien    | 0    | 3      | 1     | 4      |
| 10     | Ukraina     | 1    | 1      | 1     | 3      |
| 11     | Slovakien   | 2    | 0      | 0     | 2      |
| 12     | Litauen     | 1    | 0      | 1     | 2      |
| 13     | Nya Zeeland | 1    | 0      | 0     | 1      |
| 14     | Sverige     | 1    | 0      | 0     | 1      |
| 15     | Belarus     | 0    | 1      | 0     | 1      |
| 16     | Belgien     | 0    | 1      | 0     | 1      |
| 17     | Bulgarien   | 0    | 1      | 0     | 1      |
| 18     | Kuba        | 0    | 0      | 1     | 1      |
| 19     | Israel      | 0    | 0      | 1     | 1      |
| 20     | Uzbekistan  | 0    | 0      | 1     | 1      |
| Totalt | Totalt      | 27   | 27     | 27    | 81     |

### Herrar

#### Kanadensare
| Gren       | Guld                                                                   | Tid      | Silver                                                                  | Tid      | Brons                                                                  | Tid      |
| C-1 200 m  | Maxim Opalev (RUS)                                                     | 40.896   | Martin Doktor (CZE)                                                     | 40.929   | Andreas Dittmer (GER)                                                  | 40.962   |
| C-1 500 m  | Andreas Dittmer (GER)                                                  | 1:47.277 | Maxim Opalev (RUS)                                                      | 1:47.488 | Martin Doktor (CZE)                                                    | 1:48.030 |
| C-1 1000 m | Andreas Dittmer (GER)                                                  | 3:52.482 | David Cal (ESP)                                                         | 3:53.406 | Maxim Opalev (RUS)                                                     | 3:55.299 |
| C-2 200 m  | Polen Paweł Baraszkiewicz Daniel Jędraszko                             | 37.972   | Tjeckien Petr Fuksa Petr Netušil                                        | 38.012   | Ukraina Sergey Klimniuk Dmitriy Sabin                                  | 38.230   |
| C-2 500 m  | Polen Paweł Baraszkiewicz Daniel Jędraszko                             | 1:39.194 | Rumänien Silviu Simioncencu Florian Popescu                             | 1:40.824 | Kuba Ibrahim Rojas Ledis Balceiro                                      | 1:41.136 |
| C-2 1000 m | Rumänien Silviu Simioncencu Florian Popescu                            | 3:34.932 | Ryssland Aleksandr Kovalyov Aleksandr Kostoglod                         | 3:35.325 | Ungern György Kozmann György Kolonics                                  | 3:35.428 |
| C-4 200 m  | Ungern Sándor Malomsoki Laszlo Vasali György Kozmann György Kolonics   | 34.737   | Tjeckien Petr Fuksa Petr Netušil Jan Břečka Karel Kožíšek               | 35.105   | Rumänien Silviu Simioncencu Mitică Pricop Florin Popescu Petra Condrat | 35.610   |
| C-4 500 m  | Rumänien Silviu Simioncencu Florin Popescu Mitică Pricop Petre Condrat | 1:32.022 | Polen Adam Ginter Łukasz Woszczyński Marcin Grzybowski Michał Śliwiński | 1:32.185 | Ungern Csaba Hüttner Márton Joób Imre Pulai Ferenc Novák               | 1:33.506 |
| C-4 1000 m | Ungern Csaba Hüttner Gábor Furdok Imre Pulai Ferenc Novák              | 3:22.090 | Kanada Attila Buday Tamas Buday, Jr. Maxim Boilard Dimitri Joukovski    | 3:22.332 | Polen Andrzej Jezierski Roman Rykiewicz Adam Ginter Wojciech Tyszyński | 3:22.446 |

#### Kayak
| Gren       | Guld                                                                          | Tid      | Silver                                                              | Tid      | Brons                                                                          | Tid      |
| K-1 200 m  | Ronald Rauhe (GER)                                                            | 35.798   | Vince Fehérvári (AUS)                                               | 36.411   | Anton Ryakhov (UZB)                                                            | 36.417   |
| K-1 500 m  | Nathan Baggaley (AUS)                                                         | 1:37.541 | Carlos Pérez (ESP)                                                  | 1:37.961 | Lutz Altepost (GER)                                                            | 1:38.077 |
| K-1 1000 m | Ben Fouhy (NZL)                                                               | 3:28.852 | Adam van Koeverden (CAN)                                            | 3:29.720 | Nathan Baggaley (AUS)                                                          | 3:29.909 |
| K-2 200 m  | Litauen Alvydas Duonėla Egidijus Balčiūnas                                    | 32.972   | Polen Marek Twardowski Adam Wysocki                                 | 33.154   | Tyskland Ronald Rauhe Tim Wieskötter                                           | 33.385   |
| K-2 500 m  | Tyskland Ronald Rauhe Tim Wieskötter                                          | 1:27.974 | Belarus Roman Piatrushenko Vadzim Makhnev                           | 1:28.954 | Litauen Alvydas Duonėla Egidijus Balčiūnas                                     | 1:29.205 |
| K-2 1000 m | Sverige Markus Oscarsson Henrik Nilsson                                       | 3:14.157 | Belgien Bob Maesen Wouter D'Haene                                   | 3:14.690 | Tyskland Tim Huth Marco Herszel                                                | 3:15.142 |
| K-4 200 m  | Ukraina Oleksey Slivinskiy Mykhaylo Luchnik Mykola Zalchenkov Andriy Borzukov | 31.136   | Rumänien Vasile Curuzan Marian Babin Alexandru Ceausu Romică Şerban | 31.168   | Spanien Manuel Muñoz Jaime Acuña Aike González Oier Aizpurua                   | 31.260   |
| K-4 500 m  | Slovakien Richard Riszdorfer Michal Riszdorfer Erik Vlček Juraj Bača          | 1:20.409 | Rumänien Vasile Curuzan Marian Babin Alexandru Ceausu Romică Şerban | 1:21.353 | Ryssland Aleksandr Ivannik Anatoliy Tishchenko Oleg Gorobiy Vladimir Gurhsikin | 1:21.408 |
| K-4 1000 m | Slovakien Richard Riszdorfer Michal Riszdorfer Erik Vlček Juraj Bača          | 2:55.291 | Ungern Zoltán Kammerer Ákos Vereckei Roland Kökény Krisztián Veréb  | 2:56.795 | Tyskland Andreas Ihle Mark Zabel Björn Bach Stefan Ulm                         | 2:57.048 |

### Women's

#### Kayak
| Gren       | Guld                                                                  | Tid      | Silver                                                                          | Tid      | Brons                                                                           | Tid      |
| K-1 200 m  | Caroline Brunet (CAN)                                                 | 41.344   | Maria Teresa Portelo (ESP)                                                      | 41.600   | Tímea Paksy (HUN)                                                               | 42.298   |
| K-1 500 m  | Katalin Kovács (HUN)                                                  | 1:48.996 | Caroline Brunet (CAN)                                                           | 1:49.778 | Aneta Pastuszka (POL)                                                           | 1:49.785 |
| K-1 1000 m | Katalin Kovács (HUN)                                                  | 4:00.955 | Katrin Wagner (GER)                                                             | 4:02.122 | Lior Karmi (ISR)                                                                | 4:03.104 |
| K-2 200 m  | Ungern Tímea Paksy Melinda Patyi                                      | 38.292   | Spanien Maria Teresa Portela Beatriz Manchón                                    | 38.521   | Polen Aneta Pastuszka Beata Sokołowska-Kulesza                                  | 38.528   |
| K-2 500 m  | Ungern Szilvia Szabó Kinga Bóta                                       | 1:39.984 | Bulgarien Bonka Pindzeva Delyana Dacheva                                        | 1:40.937 | Polen Beata Sokołowska-Kulesza Joanna Skowroń                                   | 1:41.577 |
| K-2 1000 m | Ungern Tímea Paksy Dalma Benedek                                      | 3:41.540 | Tyskland Nadine Opgen-Rhein Manuela Mucke                                       | 3:41.636 | Kanada Caroline Brunet Mylanie Barre                                            | 3:42.752 |
| K-4 200 m  | Ungern Nataša Janić Szilvia Szabó Erzsébet Viski Kinga Bóta           | 35.665   | Spanien Maria Garcia Suarez Beatriz Manchón Jana Smidakova Maria Teresa Portela | 35.939   | Polen Karolina Sadalska Aneta Pastuszka Beata Sokołowska-Kulesza Joanna Skowroń | 36.118   |
| K-4 500 m  | Ungern Katalin Kovács Szilvia Szabó Erzsébet Viski Kinga Bóta         | 1:31.632 | Polen Karolina Sadalska Małgorzata Czajczyńska Aneta Białkowska Joanna Skowroń  | 1:33.573 | Spanien Maria Garcia Beatriz Manchón Jana Smidakova Maria Teresa Portela        | 1:33.742 |
| K-4 1000 m | Ungern Eszter Rasztótsky Kinga Dékány Krisztina Fazekas Natasa Janics | 3:13.296 | Ukraina Olena Cherevatova Tatyana Semikina Mariya Ralcheva Inna Osipenko        | 3:16.389 | Australien Paula Harvey Chantal Meek Amanda Rankin Katrin Kieseler              | 3:16.870 |